# 잘렐 카드리
잘렐 카드리(아랍어: جلال قادری / Jalel Kadri, 1971년 12월 14일 ~ )는 튀니지의 축구 지도자로 2022년부터 2024년까지 튀니지 대표팀의 감독을 맡았으며 선수로 활동한 적은 없다.